# ケーエスケー
株式会社ケーエスケーは、大阪市中央区に本社を置く、医薬品・医療機器等の卸売及び販売を行う企業である。バイタルケーエスケー・ホールディングスの完全子会社。

## 沿革
- 1962年7月 - 錦城薬品として会社設立。
- 1999年10月1日 - シンエー及び協進と合併、現社名に商号変更。
- 2001年1月 - 岡山県の営業権を東京都世田谷区の東邦薬品に譲渡。
- 2005年
  - 3月 - ほくやく（札幌市）、バイタルネット（仙台市）、鍋林（長野県松本市）、東邦薬品、中北薬品（名古屋市）、アステム（大分市）と業務提携基本合意書を締結。
  - 10月 - 上記7社に加え、岩渕薬品（千葉県四街道市）とオムエル（広島市）が新規加入、全9社による業務提携名称を『葦の会』に決定。
- 2006年7月 - 名古屋市のシーエス薬品に一般用医薬品事業の営業譲渡を発表、同年11月1日付で営業譲渡。
- 2007年11月 - 本社を中央区道修町1丁目へ移転。
- 2009年
  - 4月1日 - 株式移転により、株式会社バイタルネットと持株会社「株式会社バイタルケーエスケー・ホールディングス」を設立。当社はバイタルケーエスケー・ホールディングスの完全子会社となる。
  - 11月 - 京都物流センター新規稼働。
- 2010年
  - 11月 - 奈良南支店を新規開設。
  - 12月 - 大津支店を移転し、滋賀支店として開設。
- 2014年7月 - 服部保が社長就任。
- 2016年12月 - 箕面支店を移転し、豊中支店として開設。
- 2017年12月25日 - 本社を中央区本町橋１番20号へ移転。
- 2018年
  - 1月 - 大阪第一支店と大阪第二支店を大阪支店として統合。
  - 5月 - 兵庫物流センター新規稼働。
  - 6月13日 - 岡本総一郎が社長へ就任、服部保が会長となる。
- 2019年
  - 9月 - 男性社員（50代）が、兵庫県の旧三木市民病院、兵庫県立リハビリテーション中央病院、神戸市立西神戸医療センターの3病院から2003～2015年、盗んだ薬品を東京の販売業者に転売し、約9130万円を得ていた。男性社員は同社の調査に「（得た金は）飲食代や遊興費に使った」と供述。ケーエスケーは、男性社員を懲戒解雇処分とした。三木市と2法人は2019年4月、窃盗容疑で男性を兵庫県警に刑事告訴。9月27日、三木市と2法人はケーエスケーが計1億9570万円を賠償する内容で、30日付で同社と和解すると発表した[1]。
- 2021年
  - 4月19日 - 和歌山支店を和歌山市秋月に新築し移転。
  - 5月6日 - 紀北支店を和歌山支店に統合。

## 事業内容
- 医療用医薬品 卸売事業[2]
- 介護事業[2]
  - 関係子会社株式会社ケーエスケー・スマイルケアが、2014年7月に兵庫県豊岡市に、サービス付き高齢者向け住宅　四季の里とよおかの運営を開始するなどしている[3]。
- 試薬・医療機器・食品 卸売事業[2]
- 物流機能[2]

## 事業所一覧
（この節の出典）
- 大阪府 - 本社、大阪支店、大阪南支店、茨木支店、豊中支店、枚方支店、大阪東支店、堺支店、富田林支店、泉南支店、大阪物流センター
- 兵庫県 - 神戸支店、尼崎支店、尼崎東支店、西神支店、洲本支店、姫路支店、明石西支店、柏原支店、豊岡支店、滝野支店、相生支店、兵庫物流センター
- 京都府 - 京都支店、京都南支店、舞鶴支店、福知山支店、京都物流センター
- 奈良県 - 奈良支店、奈良南支店
- 滋賀県 - 滋賀支店、長浜支店、近江八幡支店
- 和歌山県 - 和歌山支店、紀南支店、新宮支店